# 箱庭えくすぷろーら
『箱庭えくすぷろーら』（はこにわえくすぷろーら）は、日本のゲームクリエイターのすき（suxamethonium）が開発し2016年より無料配信されているアクションRPG。2018年6月6日には新規要素を加えた有料版『箱庭えくすぷろーらもあ』（英題：Hakoniwa Explorer Plus）がPLAYISMより発売された。
クォータービューのドット絵で描かれた世界を舞台に主人公が冒険する内容で、きわどい恰好をした女性型モンスターなどセクシャル要素を多く含んでいる。キャラクターや世界観の詳細な設定は決まっていない。

## システム
ワールドマップには町やダンジョンがあり、主人公を操作して目的の場所を選択する。初期段階では選択可能な場所が限られているが、町の住人との会話で新たな地名が出るたびに追加される。
主人公は武器と防具（鎧系と靴系のうち一方のみ）を装備できる。鎧系防具は守備力高めで移動速度が下がり、靴系防具は守備力低めで移動速度が上がる。装備品には耐久値が設定されており、使用上限に達すると壊れる。
攻撃時には画面上のAP（アクションポイント）のゲージが減少し、時間経過とともにゆっくり自然回復する。このゲージが30%以下になると移動速度が極端に遅くなり、10%以下では一定時間動けなくなる。
町の住人に対して攻撃することもできるが、反撃を受ける。また、この際に「怨恨値」が上昇し、一定値に達すると住人たちから嫌われるほか、店の品揃えが悪くなる不利益も被る。ただし、怨恨値が高いときでないと解禁されないダンジョンも存在する。
『もあ』では以下の要素が追加されている。
- ゲーム冒頭で主人公の性別を男女いずれかから選択できるようになった（無料版は男のみ）。性別によりステータスが異なる。
- ゲーム冒頭で難易度設定が可能となった。
- 新規のアイテム、マップ、ダンジョン、敵キャラクター、台詞、BGMの追加。
- 武器屋で武器・防具の素材を渡すと品揃えが良くなるようになった。
- 状態異常で一部所持アイテムが変化する要素の追加（例えば、生肉の所持時に炎上状態になると肉が焼ける）。
- 随所に登場するキャラクター「すく水」[注 1]に所持アイテムを預けられるようになった。
- 一部エリアに登場する「悪いすく水」から所持金を奪われ続ける要素の追加。
- ワールドマップで天候が変化する要素の追加。

## 受賞
- HSPプログラムコンテスト2015,2016「株式会社アクティブゲーミングメディア PLAYISM賞」「ニコニコ自作ゲームフェス賞」[6][7]